# Drosera natalensis
Drosera natalensis ist eine fleischfressende Pflanze aus der Gattung Sonnentau (Drosera). Sie ist in Südafrika heimisch und wurde 1906 von Ludwig Diels erstbeschrieben.

## Beschreibung
Drosera natalensis sind kleine krautige Pflanzen, wachsen als bodenständige Rosetten aus einem sehr kurzen Stamm und haben mehrere dünne und lange Wurzeln. 
Die Blätter sind ungestielt, die Nebenblätter sind unterhalb teilweise mit dem Blattstiel verwachsen, der freie Teil ist einfach, obenauf ist das Nebenblatt gefranst, rostrot und bis zu 2 Millimeter lang. Die Spreite ist rund 2 Zentimeter lang und 5 Millimeter breit, zum Ansatz hin verjüngt und schwach behaart und keil- bis spatelförmig.
Die Blütenstandsachse ist aufrecht, drahtig und während der Blüte verlängert auf bis zu 25 Zentimeter, glatt oder mit nur wenigen, verstreuten Haaren besetzt. Die bis zu zehn Blüten stehen an bis zu 5 Millimeter langen Blütenstielen, die nur selten geöffnet sind. Die Kelchblätter sind verwachsen, die einzelnen Lappen bis zu 3 Millimeter lang und eiförmig. Die Kronblätter sind umgekehrt-eiförmig, pink, weiß oder lila und haben eine ungefähre Länge von 5 Millimetern.
Der obere Teil der Staubfäden und das Konnektiv sind verbreitert. Die Griffel sind vom Ansatz an gegabelt und zur Spitze hin noch einmal geteilt, die Narben etwas vergrößert. Die Kapselfrüchte sind länglich-rund, die Samen spindelförmig.
Die Chromosomenzahl beträgt 2n = XX.

## Verbreitung
Die Art findet sich nur in Südafrika (Kapprovinz, Natal und Transvaal) sowie in Madagaskar in Sümpfen.